# Кастијон ан Кузран
Кастијон ан Кузран (фр. Castillon-en-Couserans) насеље је и општина у јужној Француској у региону Миди Пирене, у департману Арјеж која припада префектури Сен Жирон.
По подацима из 2011. године у општини је живело 423 становника, а густина насељености је износила 85,63 становника/km². Општина се простире на површини од 4,94 km². Налази се на средњој надморској висини од 537 метара (максималној 1320 m, а минималној 518 m).

## Демографија
| 1962. | 1968. | 1975. | 1982. | 1990. | 1999. | 2011. |
| ----- | ----- | ----- | ----- | ----- | ----- | ----- |
| 414   | 475   | 429   | 373   | 403   | 424   | 423   |

График промене броја становника у току последњих година